# KS Posnania (wioślarstwo)

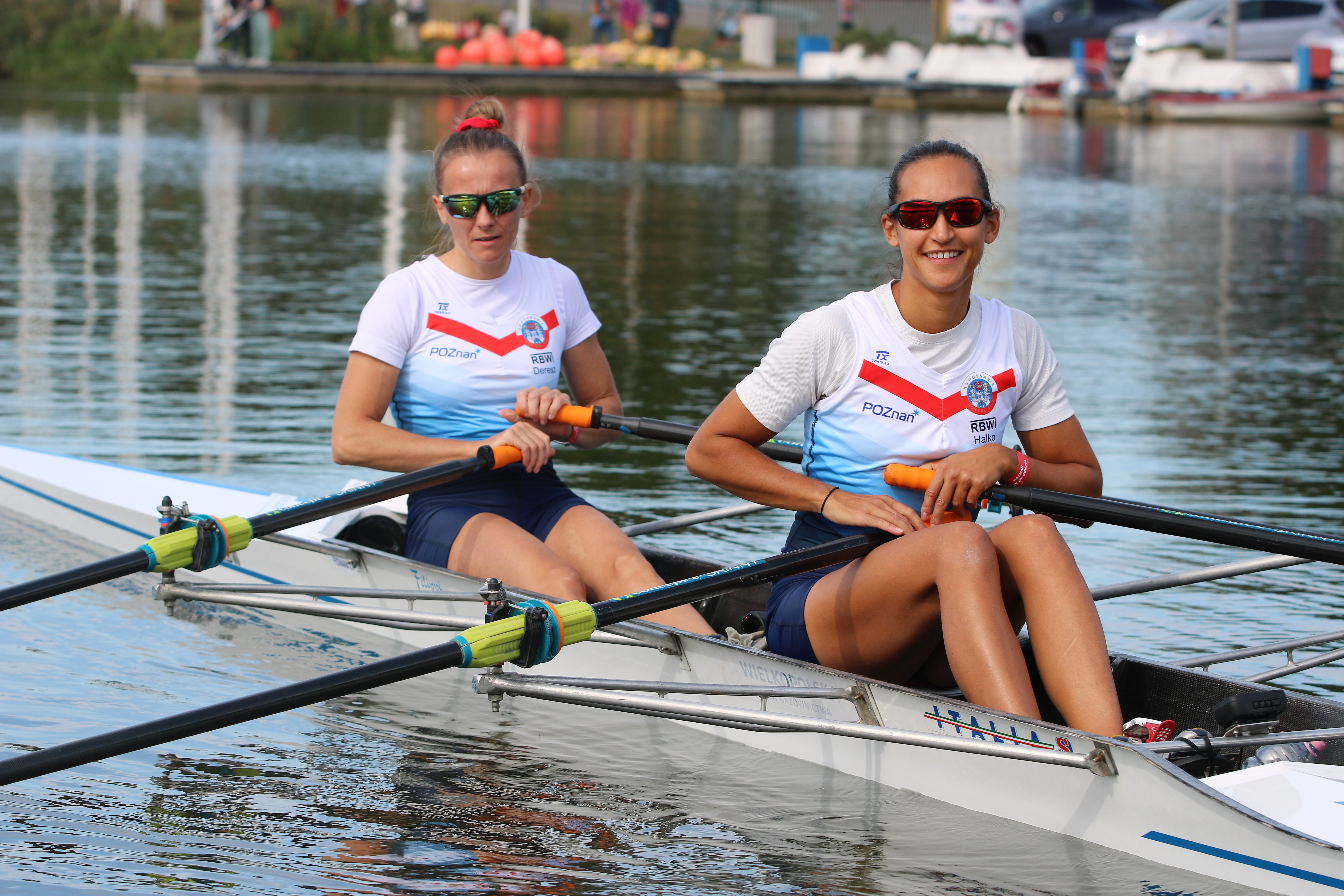
Zawodniczki KS Posnania W. Deresz i J. Halko, MP 2020

Sekcja Wioślarska Klubu Sportowego „Posnania” (od 2006 występująca pod nazwą RBW Posnania) – sekcja poznańskiego klubu KS Posnania, utworzona w roku 1956.

## Historia
Wioślarska sekcja KS Posnania powstała w styczniu 1956 roku. Inicjatorem jej powstania byli: Mieczysław Tuliszka (członek KW-04 Poznań, wielokrotny Mistrz Polski okresu międzywojennego i medalista mistrzostw Europy w 1929), a także Roger Verey i Tadeusz Czerwiński. M. Tuliszka został pierwszym trenerem sekcji, która jeszcze w 1956 roku przyjęta została do Polskiego Związku Towarzystw Wioślarskich.
W pierwszym okresie wioślarze Posnanii korzystali z pomocy innych poznańskich klubów wioślarskich: z przystani TW Polonia, basenu wioślarskiego PTW Tryton i ósemki AZS-u. Problemy rozwiązało oddanie w 1959 nowo wybudowanej, własnej przystani nad brzegiem Warty i zakup łodzi wyczynowych. Wsparcie finansowe bogatego Zrzeszenia „Start” i talent trenerski M. Tuliszki zaowocowały już w 1958 występem zawodników Posnanii W. Juszczaka i M. Kostki w Mistrzostwach Europy w Poznaniu (zawodnicy zajęli V miejsce). Na kolejne duże sukcesy trzeba jednak było czekać aż do lat 70. XX wieku. Przez ten czas sekcja rozbudowywała swą bazę szkoleniową i stopniowo zwiększała liczbę trenerów.
Lata 70. to początek poważnych sukcesów klubu najpierw na arenie krajowej, a następnie międzynarodowej. Zaowocowało to pierwszym medalem na mistrzostwach Europy seniorów (w 1973), a następnie udziałem jednej zawodniczki na igrzyskach olimpijskich w 1976 i dwóch na igrzyskach w 1980. Pozwoliło to w 1975 rozpocząć budowę ośrodka szkoleniowego w Łężeczkach nad Jeziorem Chrzypskim, który na lata stał się letnią bazą szkoleniową sekcji. W połowie lat 70. z funkcji głównego trenera zrezygnował też M. Tuliszka, a jego miejsce zajął twórca późniejszych sukcesów wioślarzy Posnanii – Przemysław Abrahamczyk.
Stopniowe zwiększanie liczby trenerów i ilości sprzętu pozwoliło na utworzenie w 1986 klasy sportowej w Zespole Szkół Odzieżowych (klasa działała do 1994). Efektem jej funkcjonowania były liczne sukcesy wioślarzy (zwłaszcza kobiet) na arenie krajowej i liczne występy w rywalizacji międzynarodowej. Posnania od tego czasu na stałe znalazła się w pierwszej czwórce punktacji drużynowej PZTW – rzadko zajmując gorsze miejsce. To z kolei skutkowało na początku XXI wieku kolejnymi zawodnikami na igrzyskach olimpijskich: w 2000 oraz 2004.
Ponowne utworzenie przez klub w 2005 wioślarskiej klasy sportowej – tym razem w Zespole Szkół Mistrzostwa Sportowego – pozwoliło passę sukcesów kontynuować. Zbiegło się to z pozyskaniem wsparcia od sponsora tytularnego sekcji oraz z przebudową przystani, która umożliwiła komercyjne prowadzenie klubu fitness. Pozwala to na zwiększenie wydatków na wioślarstwo wyczynowe. Po roku 2005, oprócz udziału w igrzyskach olimpijskich w 2012 i 2016, wioślarze Posnanii regularnie zdobywają medale na mistrzostwach Europy i świata wszystkich kategorii wiekowych. Trenerami w tym okresie byli m.in. Przemysław i Mariola Abrahamczykowie, Maciej Hoffmann i Maciej Kurek oraz Piotr Abrahamczyk.

## Nazwy klubu
Sekcja wioślarska w swoich dziejach wchodziła w skład klubu posiadającego następujące nazwy:
- od 01.1956 do 8.03.1957 – Terenowe Koło Sportowe nr 299 Związku Sportowego Spółdzielczości Pracy „Start”,
- od 9.03.1957 do 1971 – Spółdzielczo-Rzemieślniczy Klub Sportowy „Posnania”,
- od 1971 do 1984 – Spółdzielczy Klub Sportowy „Start-Posnania”,
- od 1984 do 15.05.1996 – Spółdzielczy Klub Sportowy „Posnania”,
- od 16.05.1996 – Klub Sportowy „Posnania”.

Od 10 maja 2006 roku sekcja występuje pod nazwą ’’’RBW Posnania’’’, zawierającą oznaczenie jej sponsora, firmy RBW.

## Galeria zdjęć

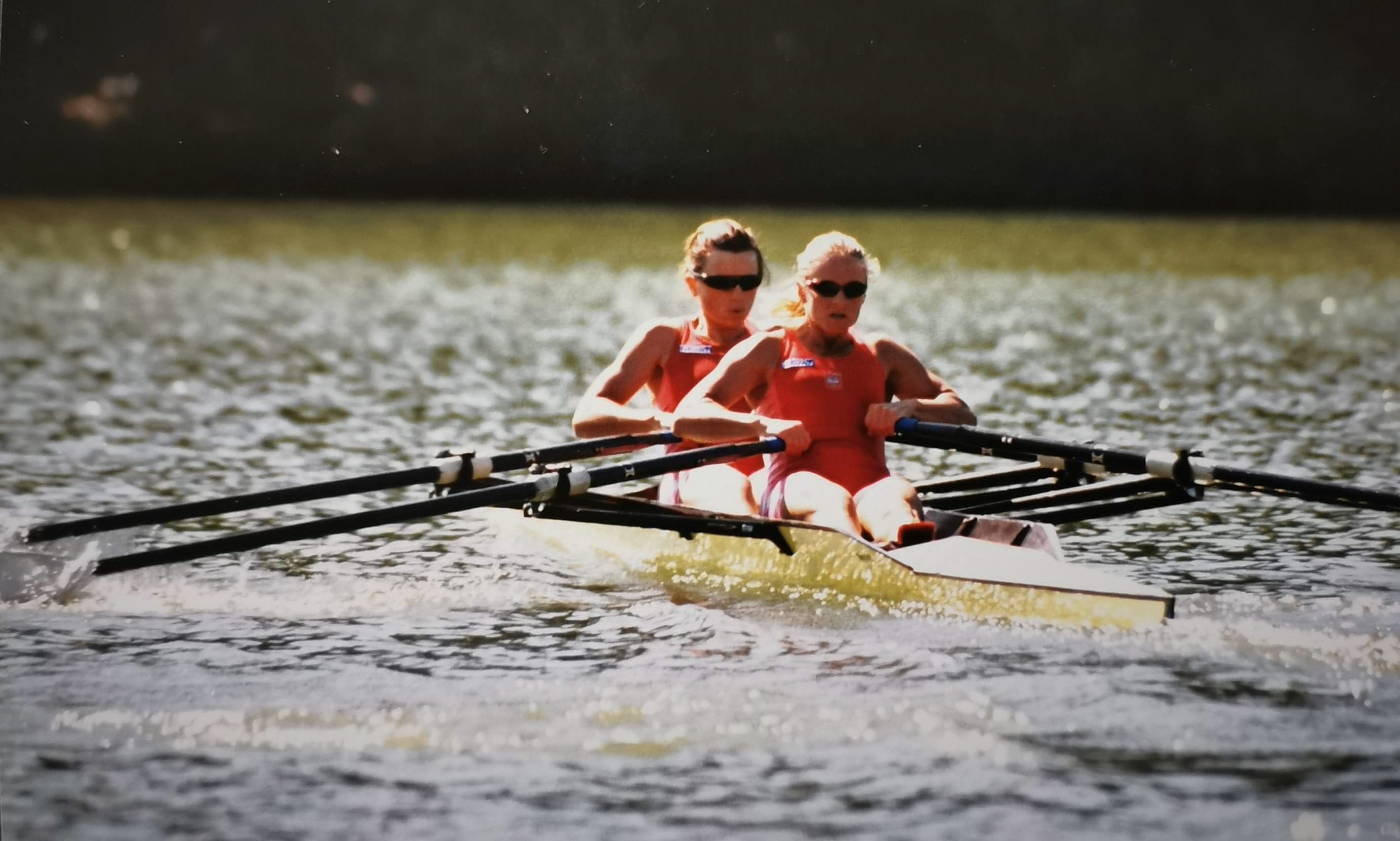
Ilona Mokronowska (z prawej) w osadzie kadrowej w 2001
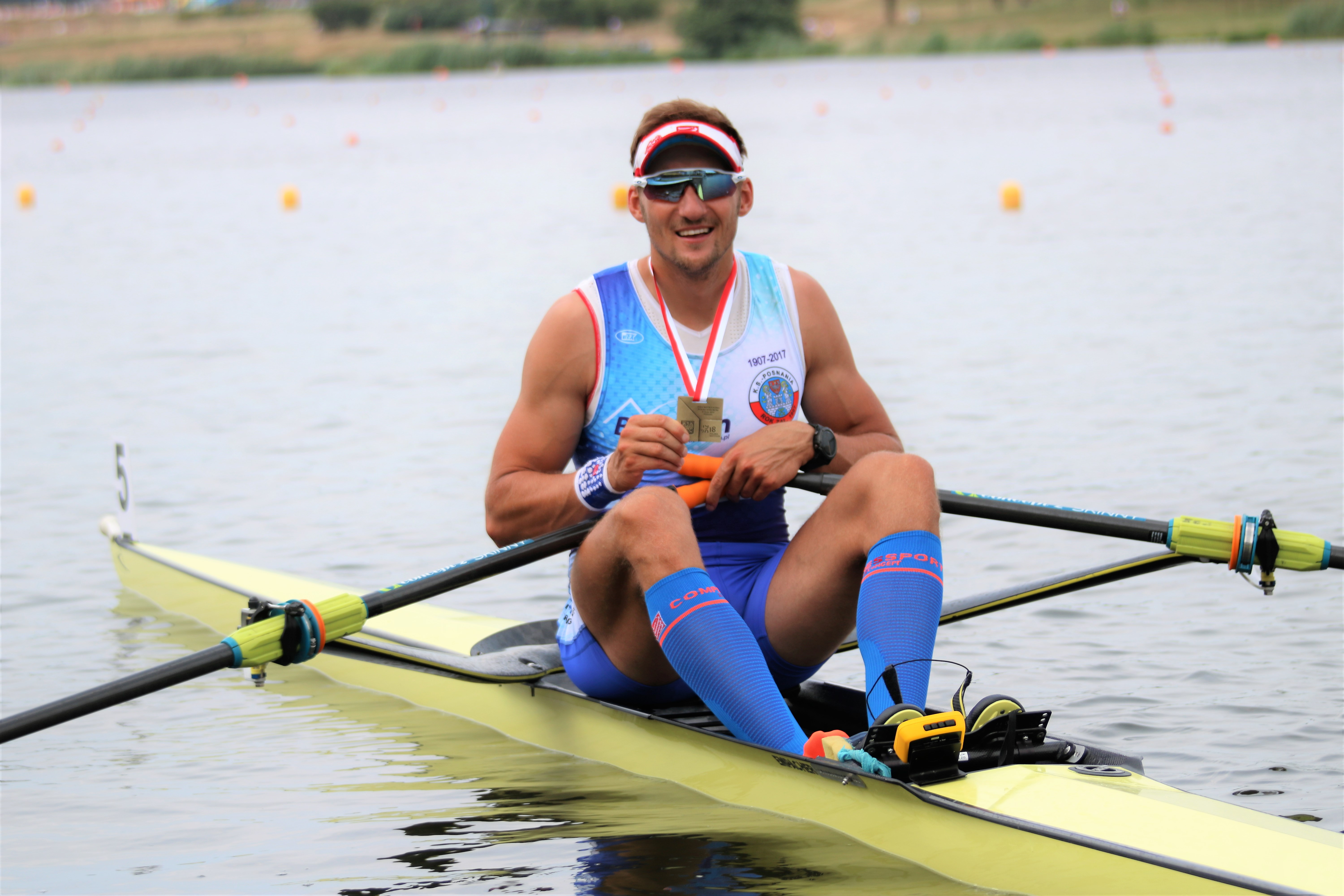
W. Chabel, Mistrz Polski na jedynce w 2018
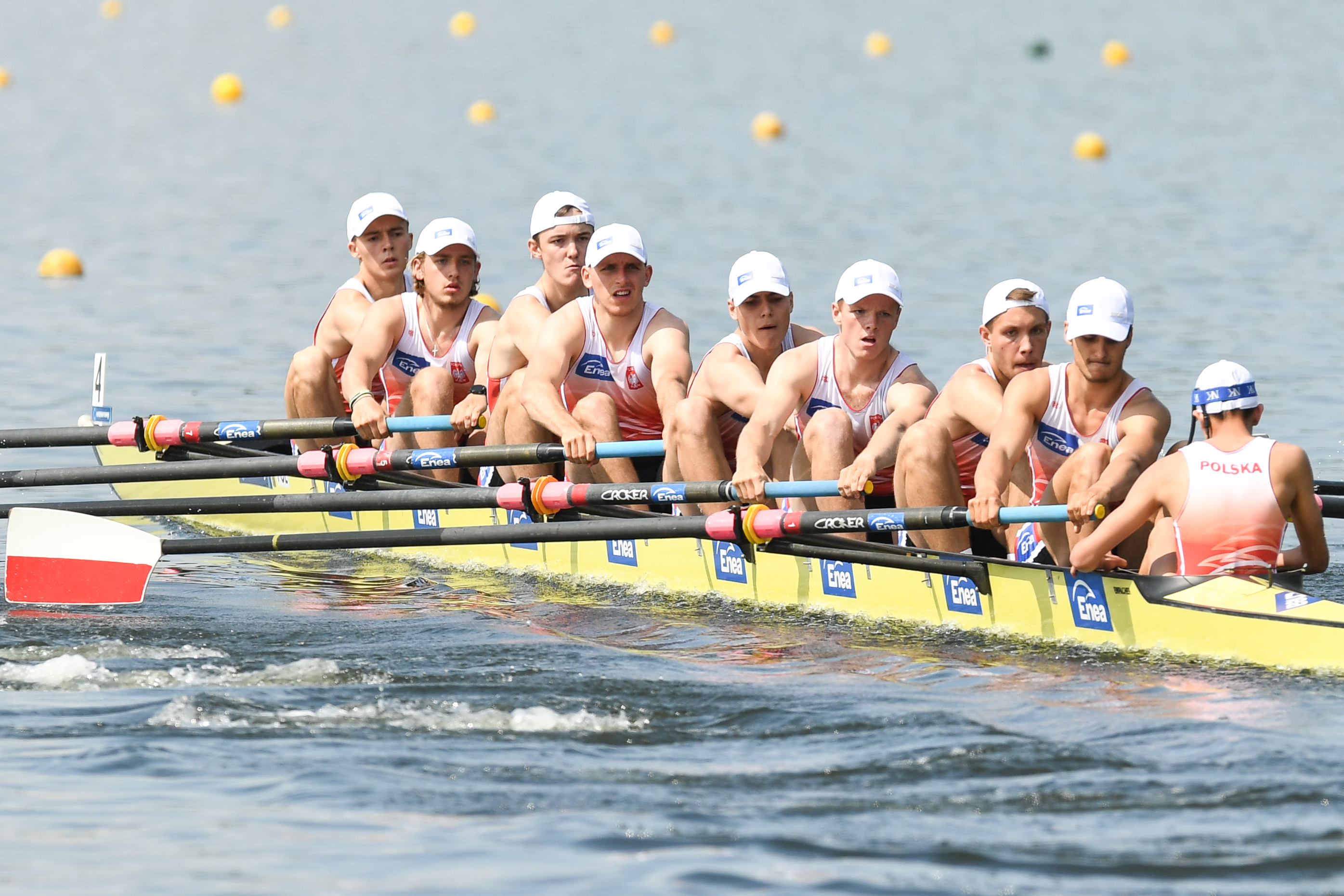
Wicemistrzowie Europy Juniorów 2019 – aż 5 z nich to zawodnicy KS Posnania
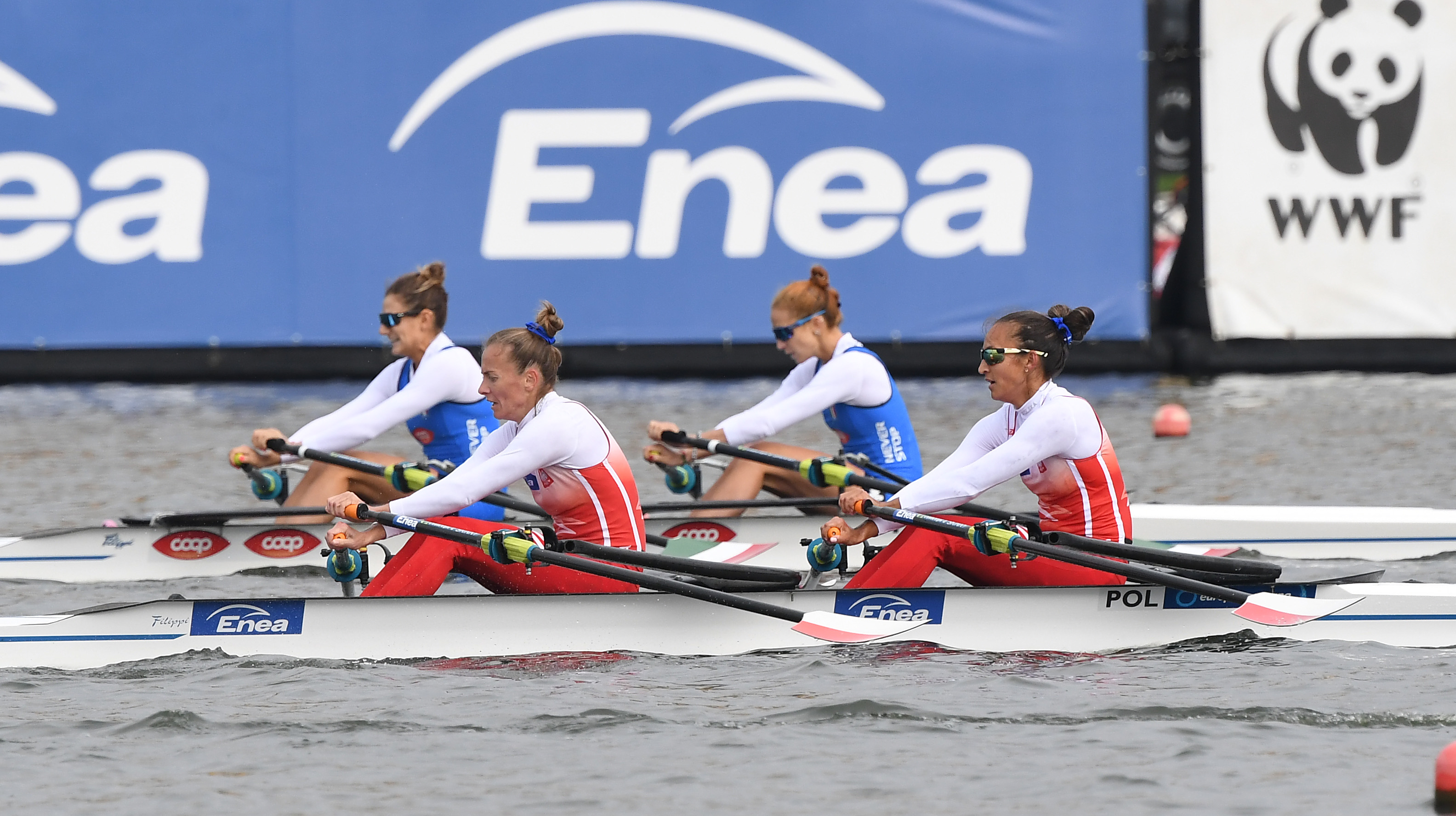
Zawodniczki KS Posnania W. Deresz i J. Halko podczas Mistrzostw Europy 2020

## Wyniki sportowe wioślarzy
Największymi sukcesami w historii sekcji wioślarskiej KS Posnania był udział ośmiu zawodników klubu w igrzyskach olimpijskich (jeden z nich był rezerwowym). Zawodnicy zdobyli też kilkanaście medali mistrzostw świata i Europy seniorów, a na imprezach łącznie wystąpiło kilkunastu wioślarzy Posnanii – niektórzy kilka razy. W ostatnich Mistrzostwach Europy Seniorów Polskę reprezentowało 3 zawodników Posnanii: Wiktor Chabel zajął V miejsce w czwórkach podwójnych, a VI miejsce w dwójkach podwójnych wagi lekkiej zajęły Weronika Deresz i Jaclyn Halko.
Ponadto zawodnicy młodszych kategorii wiekowych regularnie powoływani są do reprezentacji Polski. Łącznie w mistrzostwach świata i Europy juniorów oraz młodzieżowców wystąpiło kilkudziesięciu zawodników Posnanii. W ostatnich latach medale w kategorii młodzieżowców zdobyli: Rafał Abrahamczyk (brąz na MŚM w 2003 i srebro na MŚM w 2004), Arnold Sobczak (srebro na MŚM w 2004), Monika Zdrojewska (brąz na MŚM w 2006 i srebro na MŚM w 2008), Karolina Widun (złoty medal na MŚM w 2007), Natalia Madaj (brąz na MŚM w 2008), Bartosz Zabłocki (złoty medal MŚM w 2009). W kategorii juniorów medale zdobyli: Artur Śledzik (srebrny medal na MŚJ w 2004), Patryk Wojtalak, Borys Kliber, Łukasz Kasztelan, Julian Kościuk i Jerzy Kaczmarek (srebrny medal na MEJ 2019) oraz Wiktoria Kalinowska (srebro na MEJ w 2020).
Po roku 1992, według punktacji Polskiego Związku Towarzystw Wioślarskich, wioślarze KS Posnania zajęli następujące miejsca w klasyfikacji drużynowej: 
- w roku 1993 –  2. miejsce[12],
- w roku 1994 –  2. miejsce[12],
- w roku 1995 –  3. miejsce[12],
- w roku 1996 –  3. miejsce[12],
- w roku 1997 – 5. miejsce na 35 sklasyfikowanych klubów[13],
- w roku 1998 – 7. miejsce na 35 sklasyfikowanych klubów[14],
- w roku 1999 – 7. miejsce na 32 sklasyfikowane kluby[15],
- w roku 2000 – 4. miejsce na 33 sklasyfikowane kluby[15],
- w roku 2001 –  2. miejsce na 33 sklasyfikowane kluby[15],
- w roku 2002 –  3. miejsce na 33 sklasyfikowane kluby[15],
- w roku 2003 – 4. miejsce na 34 sklasyfikowane kluby[15],
- w roku 2004 –  3. miejsce na 34 sklasyfikowane kluby[15],
- w roku 2005 –  2. miejsce na 36 sklasyfikowanych klubów[15],
- w roku 2006 –  3. miejsce na 34 sklasyfikowane kluby[15],
- w roku 2007 –  2. miejsce na 35 sklasyfikowanych klubów[15],
- w roku 2008 –  2. miejsce na 37 sklasyfikowanych klubów[15],
- w roku 2009 –  3. miejsce na 38 sklasyfikowanych klubów[15],
- w roku 2010 – 4. miejsce na 37 sklasyfikowanych klubów[15],
- w roku 2011 –  3. miejsce na 35 sklasyfikowanych klubów[15],
- w roku 2012 – 9. miejsce na 35 sklasyfikowanych klubów[15],
- w roku 2013 – 7. miejsce na 38 sklasyfikowanych klubów[15],
- w roku 2014 –  3. miejsce na 36 sklasyfikowanych klubów[16],
- w roku 2015 – 14. miejsce na 38 sklasyfikowanych klubów[17],
- w roku 2016 – 7. miejsce na 37 sklasyfikowanych klubów[18],
- w roku 2017 – 4. miejsce na 35 sklasyfikowanych klubów[19],
- w roku 2018 – 4. miejsce na 36 sklasyfikowanych klubów[20],
- w roku 2019 – 4. miejsce na 35 sklasyfikowanych klubów[21],
- w roku 2020 –  2. miejsce na 39 sklasyfikowanych klubów[22].

## Najwybitniejsi zawodnicy

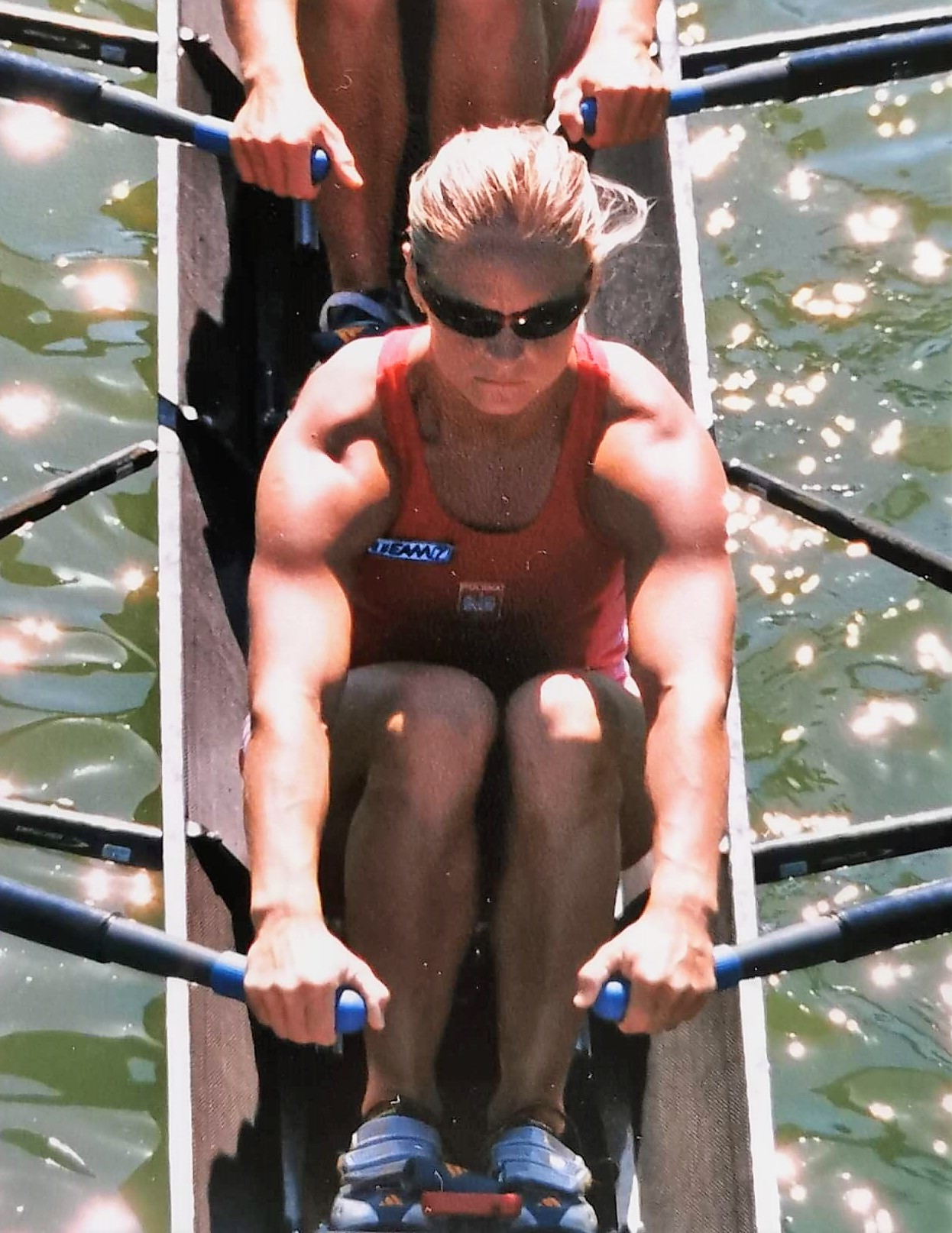
Ilona Mokronowska

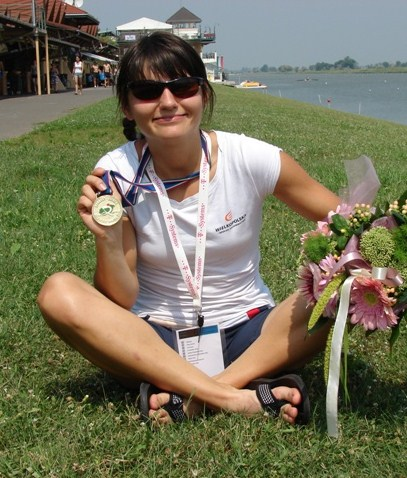
Magdalena Kemnitz

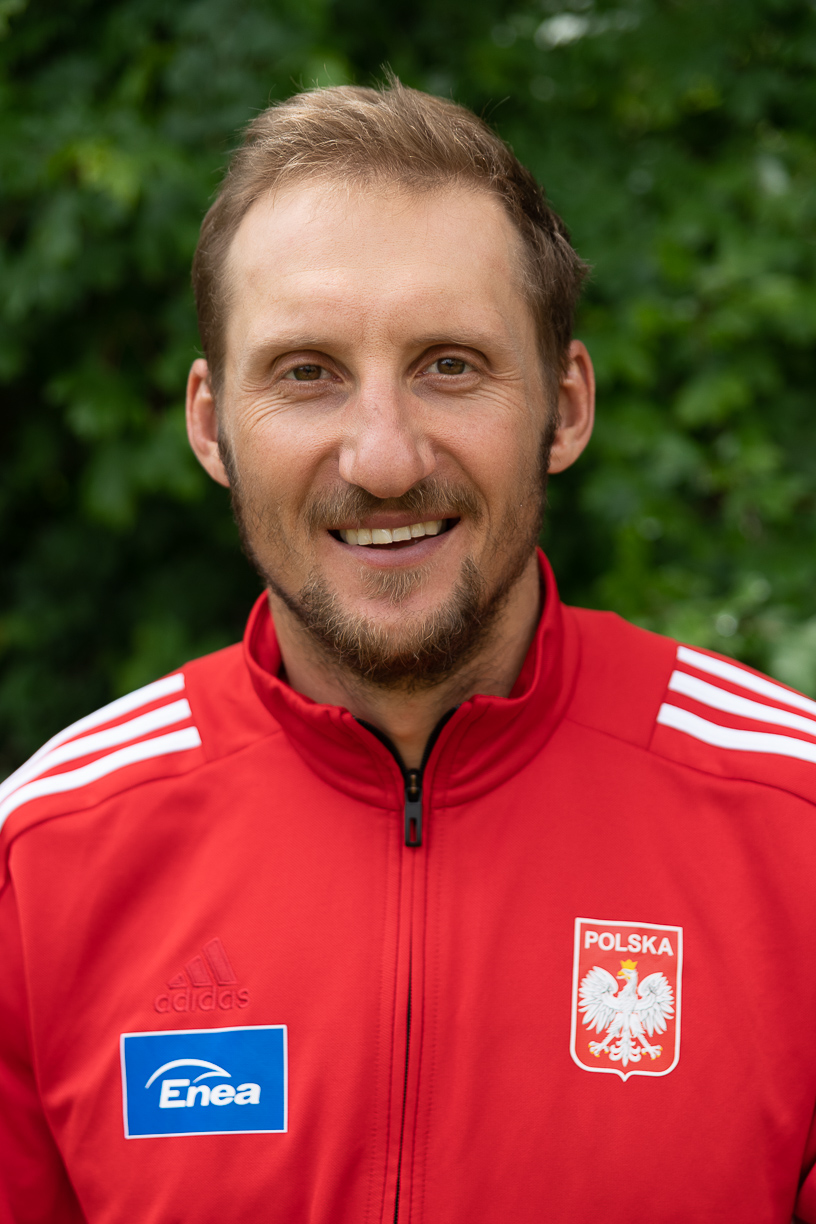
Wiktor Chabel

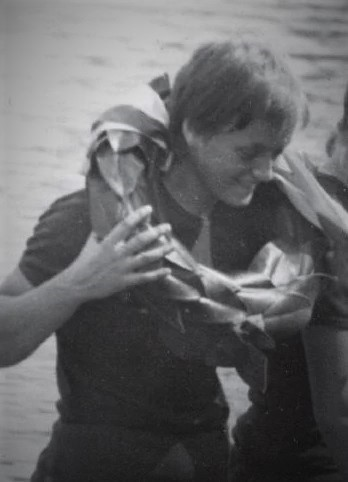
Bogusława Kozłowska-Tomasiak

Najwybitniejszymi wioślarzami KS Posnania w historii klubu byli:
Ilona Mokronowska – wychowanka Posnanii, dwukrotna olimpijka, medalistka mistrzostw świata i Europy seniorów. Jej najlepsze wyniki:
- 2004 –  Igrzyska Olimpijskie, Ateny – dwójka podwójna wagi lekkiej – VI miejsce,
- 2000 –  Igrzyska Olimpijskie, Sydney – dwójka podwójna wagi lekkiej – VIII miejsce,
- 2001 – Mistrzostwa Świata, Lucerna – dwójka podwójna wagi lekkiej –  srebrny medal,
- 2008 – Mistrzostwa Świata, Ottensheim – czwórka podwójna wagi lekkiej –  srebrny medal,
- 2007 – Mistrzostwa Europy, Poznań – dwójka podwójna –  srebrny medal,
- 2008 – Mistrzostwa Europy, Ateny – dwójka podwójna –  srebrny medal.

Magdalena Kemnitz – wychowanka klubu, olimpijka, medalistka mistrzostw świata i Europy seniorów. Jej sukcesy w barwach Posnanii:
- 2004 –  Igrzyska Olimpijskie, Ateny – dwójka podwójna wagi lekkiej – VI miejsce,
- 2008 – Mistrzostwa Świata, Ottensheim – czwórka podwójna wagi lekkiej –  srebrny medal,
- 2009 – Mistrzostwa Świata, Poznań – dwójka podwójna wagi lekkiej –  srebrny medal,
- 2007 – Mistrzostwa Europy, Poznań – dwójka podwójna –  srebrny medal,
- 2009 – Mistrzostwa Europy, Brześć – dwójka podwójna –  srebrny medal,
- 2010 – Mistrzostwa Europy, Montemor-o-Velho – dwójka podwójna wagi lekkiej –  srebrny medal.

Wiktor Chabel – wychowanek AZS-AWF Kraków, potem zawodnik AZS-AWF Poznań i PTW Tryton. W barwach Posnanii (od 2015) odniósł swe największe sukcesy:
- 2016 –  Igrzyska Olimpijskie, Rio de Janeiro – czwórka podwójna – IV miejsce,
- 2019 – Mistrzostwa Świata, Ottensheim – czwórka podwójna –  srebrny medal,
- 2017 – Mistrzostwa Europy, Račice – czwórka podwójna –  srebrny medal,
- 2018 – Mistrzostwa Europy, Glasgow – czwórka podwójna –  brązowy medal.

Natalia Madaj – wychowanka Wałeckiego Towarzystwa Wioślarskiego Orzeł Wałcz, w latach 2008-2012 reprezentowała KS Posnania. Po przejściu do LOTTO-Bydgostii Bydgoszcz mistrzyni olimpijska. Jej osiągnięcia w barwach KS Posnania:
- 2012 –  Igrzyska Olimpijskie, Londyn – czwórka podwójna – VIII miejsce,
- 2008 – Mistrzostwa Europy, Ateny – dwójka podwójna –  srebrny medal,
- 2011 – Mistrzostwa Europy, Płowdiw – czwórka podwójna –  srebrny medal,
- 2012 – Mistrzostwa Europy, Varese – czwórka podwójna –  srebrny medal,
- 2009 – Mistrzostwa Europy, Brześć – dwójka podwójna –  brązowy medal.

Bogusława Kozłowska-Tomasiak – wychowanka Posnanii, dwukrotna olimpijka i medalistka mistrzostw Europy. Jej sukcesy:
- 1976 –  Igrzyska Olimpijskie, Montreal – ósemka – VII miejsce,
- 1980 –  Igrzyska Olimpijskie, Moskwa – czwórka podwójna ze sterniczką – V miejsce,
- 1973 – Mistrzostwa Europy, Moskwa – czwórka podwójna ze sterniczką –  brązowy medal.

Elżbieta Kuncewicz – wychowanka ŁTW Łomża. W barwach Posnanii (od 1992) wielokrotne reprezentantka kraju i olimpijka. Jej najlepsze wyniki:
- 2000 –  Igrzyska Olimpijskie, Sydney – dwójka podwójna wagi lekkiej – VIII miejsce,
- 1998 – Mistrzostwa Świata, Kolonia – dwójka podwójna wagi lekkiej – IV miejsce,
- 1999 – Mistrzostwa Świata, St. Catharines – dwójka podwójna wagi lekkiej – IX miejsce].

Mariola Abrahamczyk – wychowanka Posnanii, olimpijka, a po zakończeniu kariery zawodniczej – trenerka w tym klubie. Jej osiągnięcia:
- 1980 –  Igrzyska Olimpijskie, Moskwa – czwórka podwójna ze sterniczką – V miejsce,
- 1981 – Mistrzostwa Świata, Monachium – czwórka podwójna ze sterniczką – VII miejsce.

Dawid Grabowski – wychowanek klubu. Olimpijczyk (rezerwowy na IO w 2016) i wicemistrz Europy seniorów. Jego największe sukcesy to:
- 2016 –  Igrzyska Olimpijskie, Rio de Janeiro – rezerwowy,
- 2013 – Mistrzostwa Europy, Sewilla – czwórka podwójna –  srebrny medal,
- 2014 – Mistrzostwa Europy, Belgrad – czwórka podwójna – V miejsce.
- 2015 - Letnia Uniwersjada, Gwangju –  srebrny medal[34],

Monika Paszkiewicz – czterokrotna medalistka młodzieżowych mistrzostw świata. Jej najlepsze wyniki to: 
- 1998 – Młodzieżowe Mistrzostwa Świata, Janina – czwórka podwójna –  srebrny medal,
- 1999 – Młodzieżowe Mistrzostwa Świata, Hamburg – czwórka podwójna –  srebrny medal,
- 2000 – Młodzieżowe Mistrzostwa Świata, Kopenhaga – czwórka podwójna –  brązowy medal,
- 2001 – Młodzieżowe Mistrzostwa Świata, Kopenhaga – czwórka podwójna –  brązowy medal.